# Pramokain
A pramokain (INN: pramocaine) fehér kristályos por. Jól oldódik vízben és alkoholban, 1:35 arányban kloroformban. Éterben gyakorlatilag oldhatatlan.
Helyi érzéstelenítő. Kisebb bőrpanaszok, vérzések okozta fájdalom és viszketés, pl. rovarcsípés, napozás okozta leégés, kisebb sérülések, égések ellen adják. Ugyancsak alkalmazzák nem fertőzés okozta végbélpanaszok ellen.
Ellenjavallt vírus-, gomba- vagy bakteriális fertőzés esetén.
Reverzibilisen kötődik az idegsejtek membránjában található feszültségfüggő nátriumcsatornákhoz, ezáltal gátolja az ionáramlást, az akciópotenciál kialakulását, stabilizálva a membránt.
Mellékhatásként szúró/égető érzést okozhat.

## Készítmények
Önállóan:
- Amlactin AP
- Anugesic
- Balsabit
- Campho-Phenique
- Fleet Pain Relief
- Hemorrhoidal Anesthetic Cream
- Itch-X
- PrameGel
- Pramox
- Prax
- proctoFoam
- Sarmed
- Tronolane
- Tronotene
- Tronothane
- Vagisil

Hidrokortizonnal kombinációban:
- proctoFoam HC
- Epifoam
- Hydrocortisone acetate and Pramoxine hydrochloride
- Pramosone
- proctoFoam HC

Cinkkel kombinációban:
- Anusol Plus
- Nestosyl
- Polysporin Itch Relief

Magyarországon nincs forgalomban.